# Símbol del manat azerbaidjanès

El símbol del manat azerbaidjanès dissenyat per Robert Kalina.

El símbol del manat azerbaidjanès (₼; àzeri: Azərbaycan manatı; codi: AZN) és el símbol monetari del manat azerbaidjanès. A Unicode, està codificat com a U+20BC ₼ . La forma és una versió arrodonida de la lletra llatina minúscula "m".

## Història
Quan l'Azerbaidjan va obtenir la seva independència després de la dissolució de la Unió Soviètica el 1991, va posar en circulació la seva pròpia moneda nacional, el manat azerbaidjanès, i la necessitat d'un signe monetari es va fer evident immediatament. No obstant això, passarien 15 anys abans que Azerbaidjan decidís dissenyar un signe monetari per al manat azerbaidjanès i passarien 22 anys abans que Azerbaidjan introduís realment el signe monetari per al manat azerbaidjanès.
Els nous bitllets de manat azerbaidjanès i el símbol del manat azerbaidjanès, ₼, van ser dissenyats per Robert Kalina el 2006, i el símbol es va afegir a Unicode (U+20BC) el 2013, després de propostes d'addició fallides entre el 2008 i el 2011. El disseny del símbol del manat azerbaidjanès es va inspirar en el disseny del símbol de l'euro (€), basat en una proposta inicial de Mykyta Yevstifeyev, i s'assembla a un símbol de l'euro d'una sola barra girat 90° en el sentit de les agulles del rellotge. El símbol del manat es mostra a la dreta de la quantitat en àzeri i rus.

## Esquema
El símbol "₼" és una lletra llatina "m" minúscula estilitzada en forma de semicercle travessat per una línia vertical o diagonal. L'estil específic depèn de la font utilitzada per mostrar el símbol a cada bitllet.